# ثيليكسيون
ثيليكسيون (بالإنجليزية: Thelxinoe)‏ المعروف أيضاً باسم المشتري الأربعون (بالإنجليزية: Jupiter XLII)‏ ، هو قمر طبيعي غير نظامي يتحرك بحركة تراجعية تابع لكوكب المشتري.
و ينتمي هذا القمر إلى مجموعة أنانك التي يعتقد أنها بقايا تفكك شمسي حيث أن جميعها بالتالي لها أصل مشترك.

## اكتشافه
تم اكتشافه من قبل فريق من علماء الفلك من جامعة هاواي بقيادة سكوت شيبارد في عام 2004 للميلاد، وتمت تسميته حينها مؤقتاً S/2003 J 22.
و من ثم تمت تسميته رسمياً في أغسطس من عام 2003 للميلاد نسبة إلى ثيليكسيون واحدة من الإلهات الأربع الأصليات المعروفات بإلهات الإلهام الميثولوجيا الإغريقيةو بالتالي فهي واحدة من بنات زيوس من منيموزين.

## خصائصه
يدور هذا القمر حول كوكب المشتري على مسافة متوسطة تبلغ 21,406 ميغامتر في 597.607يوماً، بزاوية ميل يبلغ قدرها 151 درجة في اتجاه (°153من خط الاستواء في المشتري) حسب مسير الشمس مع شذوذ مداري يبلغ قدره 0.2685.
و يبلغ قطر هذا القمر حوالي كيلومترين.